# 威廉·斯海默霍恩
威廉·“维姆”·斯海默霍恩（荷蘭語：Willem (Wim) Schermerhorn，發音：[ˈʋɪləm ˈsxɛrmərˌɦɔrn]；1894年12月17日—1977年3月10日），荷兰工党政治家。第二次世界大战后1945年至1946年担任荷兰首相。

## 生平
威廉·斯海默霍恩1894年12月17日出生于北荷兰省阿克斯洛特（Akersloot）一个新教农民家庭。1926年9月7日在代爾夫特理工大學担任教授。二战中荷兰被德国占领后，他参加了抵抗活动，1942年5月至1943年12月被囚禁在圣米希尔斯海斯特尔（Sint-Michielsgestel）。他1944年被撤销教授职务后躲藏起来以避免被德军逮捕。
1945年6月24日，斯海默霍恩出任二战后荷兰第一届内阁首相，在1946年选举之后他当选荷兰众议院工党议员，他的议员生涯结束后，曾在1951年担任航空调查国际培训中心主任（直到1969年）。1951年至1963年当选为参议员。1977年3月10日在哈勒姆去世，享年82岁。